# 台日特別パートナーシップ
台日特別パートナーシップ（台日特別夥伴關係, Taiwan-Japan Special Partnership）とは、中華民国（台湾）の馬英九政権（2008年5月発足）が掲げている対日政策路線のスローガン。

## 概要
台湾と日本が歴史的に特殊で密接な関係をもっていることに鑑みて、正式な国交をもたず民間経済交流を中心とする現在の枠組みを維持しつつ、民間交流を一層拡大することを通じて、政治・経済・文化各方面における両国の実質的関係を全面的に強化することを目指す、というもの。さらに、台湾海峡の安全保障問題を日台間の共通関心事項とすることを目指すとしている。
2008年9月、馬英九総統が日本メディアとの会見で発表。同時期に来日した王金平立法院長（国会議長）も講演で提唱した。両国間の懸案事項である尖閣諸島問題（台湾名「釣魚台」）では、主権問題の棚上げ、漁業交渉や周辺海域資源の共同開発が提案された。この発表に先立つ7月、馬英九政権は主要閣僚定例会「台日関係報告会議」を設置し、対日重視方針を示していた。
2008年10月、国家安全会議が「台日特別パートナーシップ」について公式に発表。2009年1月、中華民国外交部が、同年を「台日特別パートナーシップ促進年」とすることを宣言した。具体的には、自由貿易協定(FTA)ないし投資保護協定の締結、ワーキングホリデー制度の導入、台北松山空港・羽田空港間の航空路線開設、国立故宮博物院の日本展覧会開催などを提唱している。
2009年2月、対日窓口機関のトップ・亜東関係協会会長に、李登輝元総統の側近とされる実業家彭栄次を起用し、対日重視の人事として注目された。このほかにも、馬英九政権のブレーンには、蕭万長（副総統）、江丙坤（党副主席）、王金平（立法院長）、楊永明（国家安全保障会議諮問委員）ら知日派を多く擁している。